# Пустовалов, Иван Степанович
Иван Степанович Пустовалов — советский хозяйственный, государственный и политический деятель.

## Биография
Родился в 1908 году. Член ВКП(б) с 1926 года.
С 1925 года — на хозяйственной, общественной и политической работе. В 1925—1968 гг. — на комсомольской и партийной работе на Урале, заведующий кафедрой политэкономии инженерно-экономического факультета Уральского индустриального института им. С. М. Кирова, заведующий отделом, ответственный редактор газеты «Уральский рабочий», секретарь Свердловского обкома ВКП(б) по агитации и пропаганде, редактор отдела газеты «Правда», главный редактор газеты «Советская Россия», сотрудник Института экономики АН СССР.
Избирался депутатом Верховного Совета РСФСР 5-го созыва.
Умер в 1987 году.